# Ливерпул
Ливерпул (енгл. Liverpool) је град у Уједињеном Краљевству у Енглеској. Налази се на ушћу реке Мерси у Ирско море. Према попису из 2022. у граду је живело 496.770 становника. По томе је Ливерпул трећи највећи град Енглеске, а четврти у УК. У широј околини Ливерпула живи око 2 милиона људи. Град је био важан део индустријске револуције у Великој Британији и витално средиште трговине. Град је 2007. прославио 800. годишњицу и проглашен је за Европску престоницу културе 2008. године. Његов избор је заслужан за покретање економске ренесансе у региону. Модерна привреда града има значајан утицај на сектор знања, поморску индустрију, туризам, културу, угоститељство, здравствену индустрију, науке о животу, креативни и дигитални сектор.
Основан је као краљевско насеље 1207. године и старе улице још увек имају план који је поставио Јован без Земље, али до средине 16. века број становника био је још само око 500. До 18. века, трговина из Западне Индије, Ирске и континенталне Европе, заједно с блиским везама с атлантском трговином робљем, омогућили су привредну експанзију Ливерпула. Као историјски део Ланкашира, Ливерпул је урбанизацијом и ширењем као главна енглеска лука добио статус града 1880. године. До раног 19. века, 40% светске трговине је прошло кроз градске докове, доприносећи расту Ливерпула као главног града западне Енглеске.
Године 2007. град је славио своју 800. годишњицу. Ливерпул је у свету познат као културни центар, са богатом историјом у популарној музици (најпознатији Битлси), као и по фудбалским клубовима Ливерпул и Евертон. У граду су одржане утакмице Европског првенства у фудбалу 1996. године. Ливерпул је 2008. био проглашен Европском престоницом културе, а 2023. је био домаћин Песме Евровизије.
Симбол и заштитник града је митско биће ливерпулска птица која се налази и на грбу између Посејдона и његовог сина му Тритона.

## Географија
За Ливерпул се тврди да има „најлепши положај од свих енглеских градова“. Ливерпул се налази 283 km северозападно од Лондона, на обалама Ливерпулског залива Ирског мора. Простире се по кречњачким брдима висине до 70 m, колико је висок Евртон Хил, који је јужна граница приморске равнице Западног Ланкашира.
Естуар реке Мерзи одваја Ливерпул од полуострва Вирал.

### Клима
Ливерпул има умерену океанску климу, као и већи део Британских острва, са релативно хладним летима и благим зимама. Историјски, опсерваторија у месту Бидстон, на полуострву Вирал, има најдужу непрекинуту традицију метеоролошких мерења у области Мерзисајд. У новије време, време се прати и из опсерваторије у Крозбију.
Апсолутна минимална температура измерена у Бидстону била је -12,8 °C у јануару 1881. Типичне температуре у најхладнијим ноћима су око -4,0 °C (просек за период 1971–2000). Разноликост локалних климатских прилика дошла је до изражаја децембра 2010. када је у суседној опсерваторији у Крозбију забележено -17,6 °C.
Апсолутна максимална температура забележена у Бидстону је 34,5 °C из августа 1990. У најтоплијим данима температура је типично око 27,5 °C (просек за период 1971–2000). Апсолутни максимум забележен у Крозбију је 33,5 °C из јула 2006.
| Клима Крозбија, елевација: 30 m (98 ft), 1981–2010 нормале, екстреми 1867–садашњост | Клима Крозбија, елевација: 30 m (98 ft), 1981–2010 нормале, екстреми 1867–садашњост | Клима Крозбија, елевација: 30 m (98 ft), 1981–2010 нормале, екстреми 1867–садашњост | Клима Крозбија, елевација: 30 m (98 ft), 1981–2010 нормале, екстреми 1867–садашњост | Клима Крозбија, елевација: 30 m (98 ft), 1981–2010 нормале, екстреми 1867–садашњост | Клима Крозбија, елевација: 30 m (98 ft), 1981–2010 нормале, екстреми 1867–садашњост | Клима Крозбија, елевација: 30 m (98 ft), 1981–2010 нормале, екстреми 1867–садашњост | Клима Крозбија, елевација: 30 m (98 ft), 1981–2010 нормале, екстреми 1867–садашњост | Клима Крозбија, елевација: 30 m (98 ft), 1981–2010 нормале, екстреми 1867–садашњост | Клима Крозбија, елевација: 30 m (98 ft), 1981–2010 нормале, екстреми 1867–садашњост | Клима Крозбија, елевација: 30 m (98 ft), 1981–2010 нормале, екстреми 1867–садашњост | Клима Крозбија, елевација: 30 m (98 ft), 1981–2010 нормале, екстреми 1867–садашњост | Клима Крозбија, елевација: 30 m (98 ft), 1981–2010 нормале, екстреми 1867–садашњост | Клима Крозбија, елевација: 30 m (98 ft), 1981–2010 нормале, екстреми 1867–садашњост |
| Показатељ \ Месец                                                                   | .Јан.                                                                               | .Феб.                                                                               | .Мар.                                                                               | .Апр.                                                                               | .Мај.                                                                               | .Јун.                                                                               | .Јул.                                                                               | .Авг.                                                                               | .Сеп.                                                                               | .Окт.                                                                               | .Нов.                                                                               | .Дец.                                                                               | .Год.                                                                               |
| ----------------------------------------------------------------------------------- | ----------------------------------------------------------------------------------- | ----------------------------------------------------------------------------------- | ----------------------------------------------------------------------------------- | ----------------------------------------------------------------------------------- | ----------------------------------------------------------------------------------- | ----------------------------------------------------------------------------------- | ----------------------------------------------------------------------------------- | ----------------------------------------------------------------------------------- | ----------------------------------------------------------------------------------- | ----------------------------------------------------------------------------------- | ----------------------------------------------------------------------------------- | ----------------------------------------------------------------------------------- | ----------------------------------------------------------------------------------- |
| Апсолутни максимум, °C (°F)                                                         | 15,1 (59,2)                                                                         | 18,9 (66)                                                                           | 21,2 (70,2)                                                                         | 25,3 (77,5)                                                                         | 28,2 (82,8)                                                                         | 30,7 (87,3)                                                                         | 34,3 (93,7)                                                                         | 34,5 (94,1)                                                                         | 30,4 (86,7)                                                                         | 25,9 (78,6)                                                                         | 18,7 (65,7)                                                                         | 15,8 (60,4)                                                                         | 34,5 (94,1)                                                                         |
| Максимум, °C (°F)                                                                   | 7,2 (45)                                                                            | 7,3 (45,1)                                                                          | 9,4 (48,9)                                                                          | 12,2 (54)                                                                           | 15,6 (60,1)                                                                         | 17,9 (64,2)                                                                         | 19,7 (67,5)                                                                         | 19,4 (66,9)                                                                         | 17,3 (63,1)                                                                         | 13,9 (57)                                                                           | 10,2 (50,4)                                                                         | 7,5 (45,5)                                                                          | 13,2 (55,8)                                                                         |
| Просек, °C (°F)                                                                     | 4,8 (40,6)                                                                          | 4,7 (40,5)                                                                          | 6,6 (43,9)                                                                          | 8,7 (47,7)                                                                          | 11,8 (53,2)                                                                         | 14,5 (58,1)                                                                         | 16,5 (61,7)                                                                         | 16,3 (61,3)                                                                         | 14,2 (57,6)                                                                         | 11,1 (52)                                                                           | 7,7 (45,9)                                                                          | 5,0 (41)                                                                            | 10,1 (50,2)                                                                         |
| Минимум, °C (°F)                                                                    | 2,4 (36,3)                                                                          | 2,1 (35,8)                                                                          | 3,8 (38,8)                                                                          | 5,1 (41,2)                                                                          | 7,9 (46,2)                                                                          | 11,1 (52)                                                                           | 13,3 (55,9)                                                                         | 13,2 (55,8)                                                                         | 11,0 (51,8)                                                                         | 8,2 (46,8)                                                                          | 5,2 (41,4)                                                                          | 2,5 (36,5)                                                                          | 7,2 (45)                                                                            |
| Апсолутни минимум, °C (°F)                                                          | −12,8 (9)                                                                           | −11,3 (11,7)                                                                        | −7,5 (18,5)                                                                         | −5,6 (21,9)                                                                         | −1,7 (28,9)                                                                         | 2,5 (36,5)                                                                          | 6,6 (43,9)                                                                          | 3,1 (37,6)                                                                          | 1,7 (35,1)                                                                          | −2,9 (26,8)                                                                         | −7,5 (18,5)                                                                         | −17,6 (0,3)                                                                         | −17,6 (0,3)                                                                         |
| Количина падавина, mm (in)                                                          | 74,9 (2,949)                                                                        | 54,4 (2,142)                                                                        | 63,6 (2,504)                                                                        | 54,3 (2,138)                                                                        | 54,9 (2,161)                                                                        | 66,2 (2,606)                                                                        | 59,0 (2,323)                                                                        | 68,9 (2,713)                                                                        | 71,7 (2,823)                                                                        | 97,3 (3,831)                                                                        | 82,6 (3,252)                                                                        | 88,8 (3,496)                                                                        | 836,6 (32,937)                                                                      |
| Дани са падавинама (≥ 1.0 mm)                                                       | 13,8                                                                                | 10,7                                                                                | 12,5                                                                                | 10,4                                                                                | 10,6                                                                                | 10,5                                                                                | 10,1                                                                                | 11,2                                                                                | 11,5                                                                                | 14,8                                                                                | 14,6                                                                                | 13,9                                                                                | 144,3                                                                               |
| Сунчани сати — месечни просек                                                       | 56,0                                                                                | 70,3                                                                                | 105,1                                                                               | 154,2                                                                               | 207,0                                                                               | 191,5                                                                               | 197,0                                                                               | 175,2                                                                               | 132,7                                                                               | 97,3                                                                                | 65,8                                                                                | 46,8                                                                                | 1.499,1                                                                             |
| UV индекс                                                                           | 0                                                                                   | 1                                                                                   | 2                                                                                   | 4                                                                                   | 5                                                                                   | 6                                                                                   | 6                                                                                   | 5                                                                                   | 4                                                                                   | 2                                                                                   | 1                                                                                   | 0                                                                                   | 3                                                                                   |
| Извор #1: Met Office                                                                |                                                                                     |                                                                                     |                                                                                     |                                                                                     |                                                                                     |                                                                                     |                                                                                     |                                                                                     |                                                                                     |                                                                                     |                                                                                     |                                                                                     |                                                                                     |
| Извор #2: National Oceanography Centre WeatherAtlas                                 |                                                                                     |                                                                                     |                                                                                     |                                                                                     |                                                                                     |                                                                                     |                                                                                     |                                                                                     |                                                                                     |                                                                                     |                                                                                     |                                                                                     |                                                                                     |

## Становништво
У граду је 2011. године живело 465.700 становника.
| 1981.   | 1991.   | 2001.   |
| ------- | ------- | ------- |
| 538.809 | 481.786 | 469.017 |

Ливерпулу је статус града-луке донео разнолико становништво, које је, историјски, било извучено из широког спектра народа, култура, религија, а посебно оних из Ирске. Због тога већину становништва чине католици. Популација Ливерпула је расла све до 1930-их, када је бројала преко 840.000 становника.
Становници Ливерпула се популарно називају Скаузерс (Scousers) по јелу скауз (Scouse) које је било популарно међу морнарима. Скауз је и име локалног дијалекта енглеског језика.

## Знаменитости
У Ливерпулу постоје многи историјски архитектонски стилови, у распону од 16. века, па све до модерне и савремене архитектуре. Већина зграда у граду датира из касног осамнаестог и деветнаестог века, када град прераста у једна од најистакнутијих области у Британској империји. Сам град има већи број јавних скулптура од било којег града у Великој Британији. Због тог богатства архитектуре Ливерпул се сматрао највикторијанскијим од свих градова у Енглеској.
Вредност ливерпулске архитектуре и дизајна препозната је 2004. године, када је неколико подручја у граду проглашено Унесковом светском баштином. Поморско-трговачки град Ливерпул има више места светске баштине, која су додата као признање улоге града у развоју међународне трговине и технологије поморског пристаништа.
Места светске баштине:
- Албертов док (1846) састоји се од неколико зграда, која је у своје време била најсавременија лука у свету.
- Пристаниште Хед је највећа градска атракција због три своје грађевине различитих стилова. То су: Краљевска Ливер зграда, Цунард зграда и Зграда Ливерпулске луке.
- На попису светске баштине налази се и Стара трговачка четврт око улица Кастл, Дејл и Олд Хол, које следе средњовековни план, а развиле су се током три века у архитектонски комплекс с јединственим грађевинама као што су:
  - Ливерпулска градска већница (1754) се сматра једном од најуспешнијих неокласицистичких грађевина које најављују тај нови стил.
  - Зграда Енглеске банке (1845—48)

## Партнерски градови
- Келн
- Даблин
- Одеса
- Ротердам
- Шангај
- Њујорк
- Рига

## Галерија
- Албертов док
- Ливерпулска градска већница
- Банка Енглеске у Ливерпулу
- Дуванско складиште на Стенли доку
- Концертна дворана
- Спик хол (Speke Hall)
- Ливерпулска катедрала
- Superlambananas, 2010

Ливерпул

## Спорт
Ливерпул има два фудбалска клуба из Премијер лиге: ФК Евертон (1878) и ФК Ливерпул (1892). ФК Ливерпул је други најтрофејнији енглески клуб са 19 освојених првенстава, док Евертон има девет титула првака Енглеске. Ливерпул такође има шест трофеја Купа европских шампиона / Лиге шампиона.